# Mazda Chantez

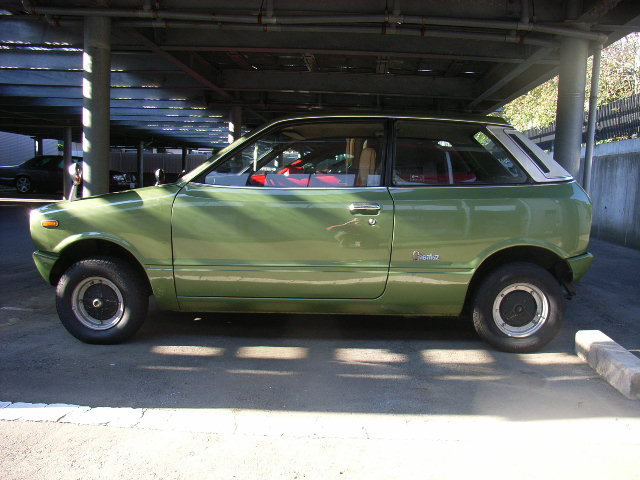
Chantez Seitenansicht

Der Mazda Chantez war ein Kleinwagen den Tōyō Kōgyō, heute Mazda in der japanischen Kei-Car Klasse anbot. Das nur zweitürig erhältliche Coupé wurde im Juli 1972 auf dem Heimatmarkt eingeführt. Toyo Kogyo bzw. Mazda begann den Automobilbau 1960 mit dem 2-Sitzer Mazda R360, auf dessen Basis 1962 der Mazda Carol P360 und der Mazda Carol P600 entstanden. Durch diese Modelle wurde Mazda in den 1960er Jahren zum führenden Hersteller in der Kei-Car-Klasse. Aufgrund der Konzentration auf mit Kreiskolbenmotor ausgerüstete Kleinwagen verlor Mazda aber im Lauf der Jahre immer mehr Marktanteile im Kei-Car-Segment. Mittlerweile hatte Toyo Kogyo sein Angebot um die Mazda-Familia-Reihe ausgeweitet und aufgrund der sinkenden Verkaufszahlen stellte man die Produktion des letzten Kei-Car-Modells Carol P360 1970 ein. Jedoch wollte man nicht gänzlich ohne Angebot im Segment bleiben und entwickelte den Chantez. Um die Kosten niedrig zu halten, sollte die Produktionslinie des Carol P360 weiter verwendet werden. So kam es, dass der Chantez auf dem Chassis des Carol P360 aufgebaut war, im Gegensatz zu diesem jedoch einen Frontmotor erhielt mit dem Hinterradantrieb aus dem Carol. Dadurch kam es zum längsten Radstand (2200 mm) in der Kei-Car-Klasse und der Innenraum wurde dadurch auch sehr geräumig. Um sich weiter von den Wettbewerbern abzusetzen, gab es nur eine 2-türige Coupé-Version mit umlegbarer Rücksitzlehne, wodurch das Gepäckvolumen stieg und die Nutzung vereinfacht wurde. Die Ausstattungsvarianten reichten von der Basisversion L mit wenig Chromansätzen, in Wagenfarbe lackierte Stoßfänger und B-Säulen, über die LX, GL, GF und GL II bis hin zum Spitzenmodell GF II, mit einem sportlich gehaltenen Interieur mit Sportsitzen, Radialreifen und zweifarbiger Lackierung. Ungewöhnlich waren die für diese Zeit in dieser Klasse möglichen Optionen wie z. B. Anhängerkupplung und Audio-Stereoanlage.

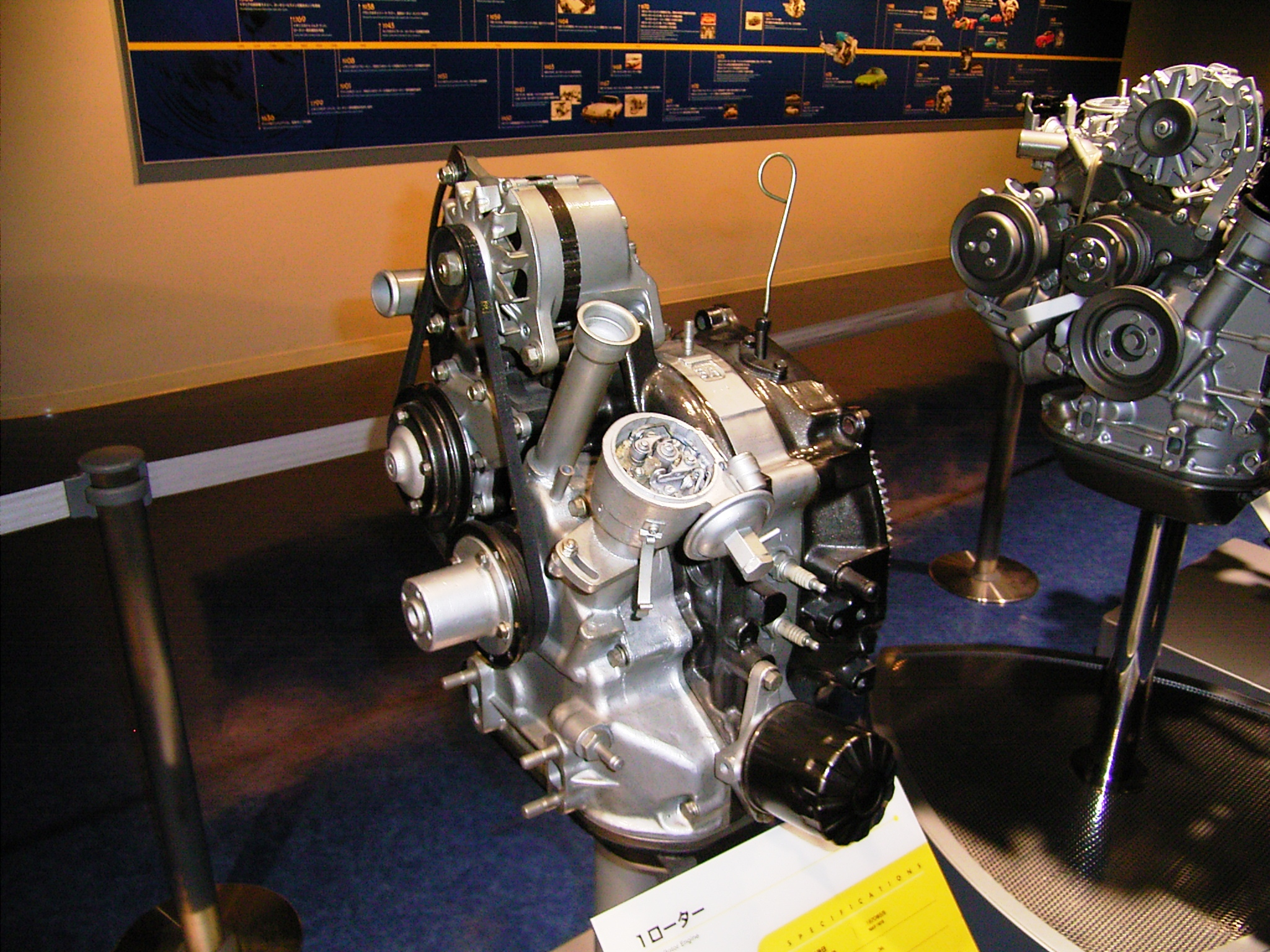
3A Wankelmotor

Ursprünglich sollte der Chantez den neu entwickelten 3A-Single-Wankelmotor erhalten und sich durch diesen von den Mitbewerbern absetzen. Jedoch verhinderten die zuständigen Behörden und die Mitbewerber dieses Vorhaben und so erhielt der Chantez den leistungsstarken wassergekühlten Zweizylinder-2-Takt-AA-Motor mit 359 cm³, der in der Folge auch im Kleintransporter Mazda Porter zum Einsatz kam. Mit 35 PS (26 kW) bei 6500/min max. Leistung betrug die Höchstgeschwindigkeit 115 km/h  und der Sprint auf 400 Meter 20,6 Sekunden.
Da Mazda den Chantez von Anfang an als sportliches, exklusiveres Angebot in der Kei-Car-Klasse geplant hatte, konnte man in der Ölkrise im Segment nicht entsprechend reagieren und eine kleinere oder praktikablere Karosserieversion anbieten. Dementsprechend gab es schleppende Verkaufszahlen. Als Folge, dass Mazda nicht das ursprünglich geplante Auto bauen konnte und durch die niedrigen Verkäufe, verlor Mazda das Interesse an der Kei-Car-Klasse und stellte den Verkauf des Chantez ohne direkten Nachfolger im Jahr 1976 ein, da der Motor ab 1977 nicht mehr den geänderten Abgasvorschriften entsprochen hätte.
Erst 1989 bediente Mazda mit seiner Tochtermarke Autozam und dem Autozam Carol wieder das Segment. Jedoch entwickelte Mazda für die Kei-Car-Klasse keine eigenen Motoren mehr und verwendet auch bei seinem heutigen Angebot dem Mazda Carol nur zugekaufte Motoren.